# 異鄉人 (洛夫克拉夫特)
《異鄉人》（英語：The Outsider）是H·P·洛夫克拉夫特在1921年3月至8月間寫就的一篇短篇小說，1926年4月在《詭麗幻譚》上出版。它以第一人稱寫就，主人公性格孤僻，他不知自己從何而來，也從未見過其他同類，一日他從無天日的城堡中逃出，誤入一個聚會，人們四散驚逃。最終，他發現自己是一隻食尸鬼。
1995年電影《Castle Freak》是依據這篇小說和洛夫克拉夫特的另一篇作品《墙中之鼠》製作的。

## 來源
洛夫克拉夫特說這篇小說和他的偶像愛倫·坡的風格最為相似，其開篇模仿《贝瑞妮丝》（Berenice），聚會的情節模仿《红死病魔的面具》。
纳撒尼尔·霍桑的《孤獨男子日記片段》（Fragments from the Journal of a Solitary Man）、瑪麗·雪萊的《弗蘭肯斯坦》和王爾德的《小公主的生日》（The Birthday of the Infanta）可能也對洛夫克拉夫特產生過影響。
一些評論家認為《異鄉人》其實是洛夫克拉夫特的自傳，因為作者也是個不合群的人，並且對自己的外貌沒有信心。洛夫克拉夫特的母親也曾對人說他的兒子面容醜惡。

## 評價
歷史學家雷·丹尼爾斯（Les Daniels）認爲這是作者最好的作品，喬安娜·魯斯也持同樣的觀點。

## 外部連接
- The Outsider  - 古滕堡分布式校对（加拿大）
- 列在網路推理小說資料庫中的《異鄉人 (洛夫克拉夫特)》